# Adrienne D'Ambricourt
Adrienne D'Ambricourt, nata Adrienne Juliette Metsu (Parigi, 22 giugno 1878 – Hollywood, 6 dicembre 1957), è stata un'attrice francese.
Proveniente dal teatro, passò al cinema dove lavorò a lungo come caratterista.

## Filmografia

### Cinema
- L'usignolo (The Humming Bird), regia di Sidney Olcott (1924)
- Wages of Virtue, regia di Allan Dwan (1924)
- L'ultimo porto (God Gave Me Twenty Cents), regia di Herbert Brenon (1926)
- The Trial of Mary Dugan, regia di Bayard Veiller (1929)
- Ragazze americane (Our Modern Maidens), regia di Jack Conway (1929)
- Mademoiselle Fifì (Footlights and Fools), regia di William A. Seiter (1929)
- Femmina (The Bad One), regia di George Fitzmaurice (1930)
- Mysterious Mr. Parkes, regia di Louis J. Gasnier (1930)
- Che tipo di vedova! (What a Widow!), regia di Allan Dwan e, non accreditati, Dudley Murphy e James Seymour (1930)
- Scotland Yard, regia di William K. Howard (1930)
- Mi sposo... e torno! (Reaching for the Moon), regia di Edmund Goulding (1930)
- Jenny Lind, regia di Arthur Robison - versione francese di A Lady's Morals (1931)
- Scandal Sheet, regia di John Cromwell (1931)
- Svengali, regia di Archie Mayo (1931)
- Transgression, regia di Herbert Brenon (1931)
- El proceso de Mary Dugan, regia di Marcel De Sano, Gregorio Martínez Sierra (1931)
- Nuit d'Espagne, regia di Henri de la Falaise (1931)
- This Modern Age, regia di Nicholas Grindé (Nick Grinde) (1931)
- Jenny Lind, regia di Arthur Robison (1931)
- Once a Lady, regia di Guthrie McClintic (1931)
- Gli uomini nella mia vita (Men in Her Life), regia di William Beaudine (1931)
- War Mamas, regia di Marshall Neilan (1931)
- Gli uomini nella mia vita (Hombres de mi vida), regia di Eduardo Arozamena, David Selman (1932)
- L'ingannatrice (Quand on est belle), regia di Arthur Robison (1932)
- A che prezzo Hollywood? (What Price Hollywood?), regia di George Cukor (1932)
- L'amour guide, regia di Jean Boyer, Gilbert Pratt (1933)
- Il figlio dell'amore (The Secret of Madame Blanche), regia di Charles Brabin (1933)
- Primavera en otoño, regia di Eugene Forde (1933)
- L'aquila e il falco (The Eagle and the Hawk), regia di Stuart Walker (1933)
- Sedotta (Disgraced!), regia di Erle C. Kenton (1933)
- La maniera di amare (The Way to Love), regia di Norman Taurog (1933)
- Dopo quella notte (After Tonight), regia di George Archainbaud (1933)
- Rinunzie (Gallant Lady), regia di Gregory La Cava (1933)
- Partita a quattro (Design for Living), regia di Ernst Lubitsch (1934)
- Il gatto e il violino (The Cat and the Fiddle), regia di William K. Howard, Sam Wood (1934)
- Valiant Is the Word for Carrie, regia di Wesley Ruggles (1936)
- La vita di Vernon e Irene Castle (The Story of Vernon and Irene Castle), regia di H.C. Potter (1939)
- Charlie Chan e la città al buio (Charlie Chan in City in Darkness), regia di Herbert I. Leeds (1939)
- A Parigi nell'ombra (Paris Underground), regia di Gregory Ratoff (1945)
- Saratoga (Saratoga Trunk), regia di Sam Wood (1945)
- Calcutta, regia di John Farrow (1947)
- Les Girls, regia di George Cukor  (1957)

### Televisione
- The Ford Television Theatre – serie TV, episodio 1x29 (1953)
- Royal Playhouse (Fireside Theater) – serie TV, episodio 6x33 (1953)
- Schlitz Playhouse of Stars – serie TV, episodi 2x23-6x45 (1953-1957)